# Mecanismo del balancín
En la teoría de gran unificación de la física de partículas, y, en particular, en las teorías sobre las masas de los neutrinos y la oscilación de neutrinos, el mecanismo del balancín es un modelo genérico empleado para entender las medidas relativas de las masas de los neutrinos observadas, del orden de eV, comparado con las de los quarks y leptones cargados, que son millones de veces más pesados.
Hay varios tipos de modelos, todos ellos extensiones del Modelo Estándar. La versión más sencilla, mecanismo tipo 1, extiende el Modelo Estándar al suponer la existencia de dos o más campos de neutrinos dextrógiros adicionales, inertes bajo la interacción electrodébil, y con una escala de masas muy grande. Esto permite identificar la escala de masas con la escala de gran unificación.

## Mecanismo tipo 1
Este modelo produce un neutrino ligero, para cada uno de los tres sabores conocidos, y un le hace corresponder a cada uno un neutrino muy pesado, aún no observado.
El principio matemático detrás del mecanismo del balancín es la siguiente propiedad de cualquier matriz 2×2,
{\displaystyle A={\begin{pmatrix}0&M\\M&B\end{pmatrix}}{\text{,}}}
donde B es mucho mayor que M.
Tiene dos autovalores muy desproporcionados:
{\displaystyle \lambda _{\pm }={\frac {B\pm {\sqrt {B^{2}+4M^{2}}}}{2}}{\text{.}}}
El mayor autovalor, {\displaystyle \lambda _{+}}, es aproximadamente igual a B, mientras el autovalor menor es aproximadamente igual a
{\displaystyle \lambda _{-}\approx -{\frac {M^{2}}{B}}.}
Así, |M| es la media geométrica de {\displaystyle \lambda _{+}} y {\displaystyle -\lambda _{-}},ya que el determinante es {\displaystyle \det A=\lambda _{+}\lambda _{-}=-M^{2}}.
Si uno de los autovalores aumenta, el otro disminuye, y viceversa. Este es el origen del término de mecanismo del "balancín".
Este mecanismo sirve para explicar por qué las masas de los neutrinos son tan pequeñas. La matriz A es esencialmente la matriz de masa para los neutrinos. La componente de masa de Majorana B es comparable a la escala de Gran Unificación y viola el número leptónico; mientras que la componente de masa de Dirac M, es del orden de la escala electrodébil, mucho menor. El autovalor menor {\displaystyle \lambda _{-}} supone un neutrino de masa muy pequeña, del orden de 1 eV, lo que está en acuerdo cualitativo con los experimentos, a veces considerados como una evidencia en favor de las teorías de Gran Unificación.

## Contexto
La matriz 2×2 A surge en una manera natural dentro del modelo estándar al considerar la matriz de masa más general permitida por la simetría gauge de la acción del modelo estándar, y las cargos correspondientes de los campos del leptón y el neutrino.
Sea el espinor de Weyl χ la parte de neutrino de un doblete de isospín de un leptón levógiro (la otra parte que es el leptón cargado levógiro),
{\displaystyle L={\begin{pmatrix}\chi \\\chi '\end{pmatrix}}~,}
como en el modelo estándar mínimo sin masas para los neutrino. Sea η un espinor de Weyl para el neutrino dextrógiro, que es un singlete bajo el isospín débil (es decir, no interacciona débilmente, como un neutrino estéril).
Hay ahora tres maneras para formar términos de masa covariantes Lorentz,
{\displaystyle {\frac {1}{2}}\,B'\,\chi ^{\alpha }\chi _{\alpha }\,{\text{,}}\quad {\frac {1}{2}}\,B\,\eta ^{\alpha }\eta _{\alpha }\,{\text{,}}\quad {\text{o}}\quad M\,\eta ^{\alpha }\chi _{\alpha }\,{\text{,}}}
y sus complejos conjugados, que se pueden escribir mediante una forma cuadrática,
{\displaystyle {\frac {1}{2}}\,{\begin{pmatrix}\chi &\eta \end{pmatrix}}{\begin{pmatrix}B'&M\\M&B\end{pmatrix}}{\begin{pmatrix}\chi \\\eta \end{pmatrix}}.}
Dado que el espinor del neutrino dextrógiro no está cargado bajo las simetrías gauge del modelo estándar, B es un parámetro libre que en principio puede tomar cualquier valor arbitrario.
El parámetro M está prohibido por la simetría gauge electrodébil, y sólo puede aparecer después de su ruptura espontánea a través de un mecanismo de Higgs, como las masas de Dirac de los leptones cargados. En particular, como χ ∈ L tiene isospín débil ½ como el campo de Higgs H, y η tiene isospín débil 0, el parámetro de masa M se puede generar mediante interacciones de Yukawa con el campo de Higgs, en el modo convencional del modelo estándar,
{\displaystyle {\mathcal {L}}_{yuk}=y\,\eta L\epsilon H^{*}+...}
Esto significa que M es naturalmente del orden del valor esperado en el vacío del campo de Higgs del modelo estándar,
{\displaystyle {\text{VEV }}v\approx 246{\text{ GeV}},\qquad \qquad |\langle H\rangle |=v/{\sqrt {2}}}
{\displaystyle M_{t}=O(v/{\sqrt {2}})\approx 174{\text{ GeV}}~,}
si el acoplamiento de Yukawa adimensional es de orden y ≈ 1. Se puede escoger más pequeño de manera consistente, pero valores extremos y ≫ 1 pueden hacer que el modelo no sea perturbativo.
El parámetro B', por otro lado, está prohibido, ya que no se puede formar ningún singlete bajo hipercarga débil e isospín débil que sea renormalizable utilizando estos componentes del doblete−sólo está permitido un término de dimensión 5, no renormalizable. Este es el origen del patrón y jerarquía de las escalas de la matriz de masas A en el mecanismo del balancín de tipo 1.
Se puede motivar el valor elevado de M en el contexto de las teorías de gran unificación. En estos modelos puede haber simetrías gauge aumentadas, que inicialmente fuerzan B = 0 en la fase anterior a la ruptura, pero generan un valor grande B ≈ MGUT ≈ 1015 GeV, alrededor de la escala de su ruptura de simetría espontánea, así que, dado un M ≈ 100 GeV, se tiene que {\displaystyle \lambda _{-}} ≈ 0.01 eV. Una escala enorme induce así una masa del neutrino muy pequeña para el autovector ν ≈ χ − (M/B) η.